# Уязытамак
Уязытамак (баш. Уяҙытамаҡ) — село в Туймазинском районе Республики Башкортостан Российской Федерации. Входит в состав Каратовского сельсовета.

## География

### Географическое положение
Расстояние до:

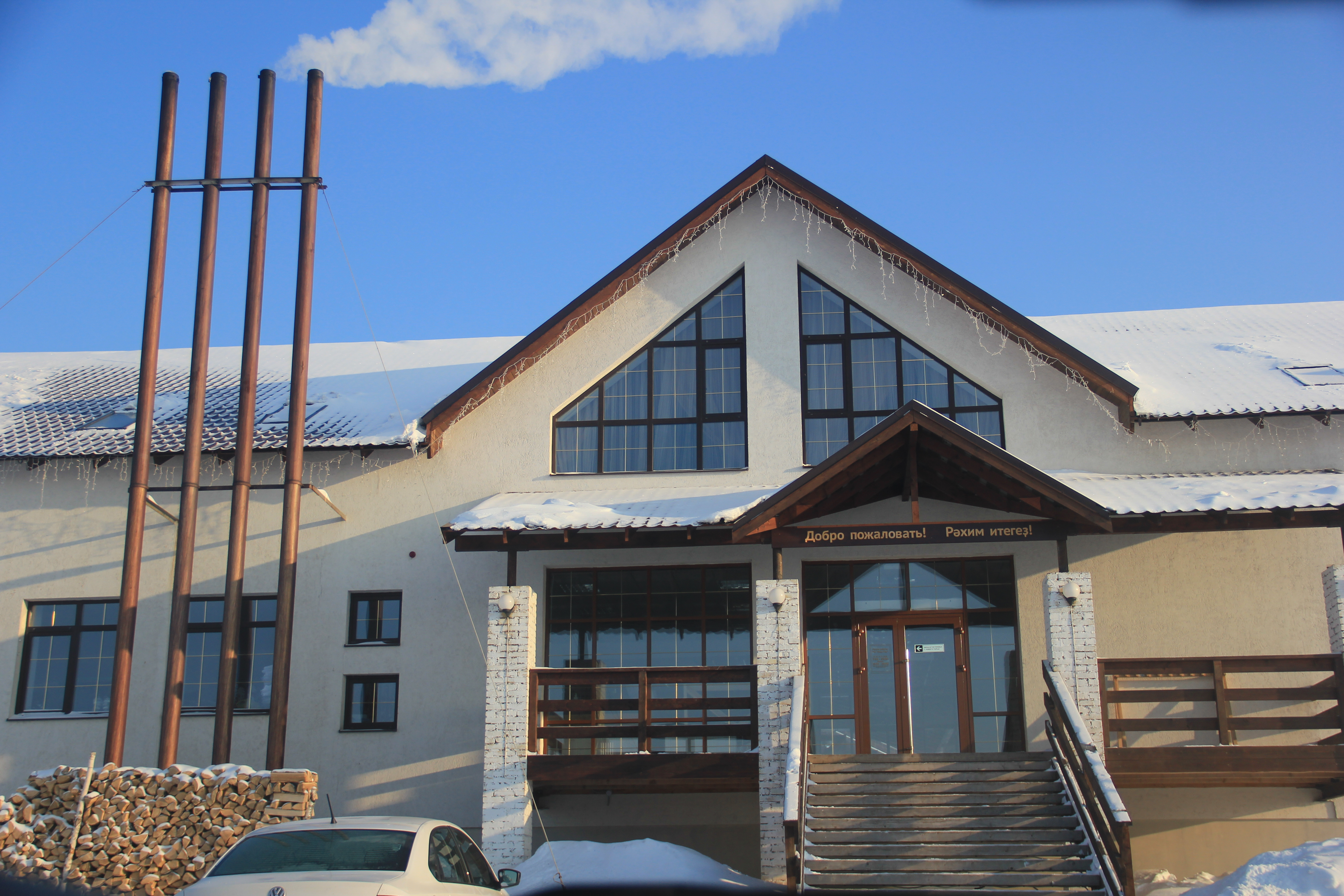

- районного центра (Туймазы): 36 км,
- центра сельсовета (Каратово): 4 км,
- ближайшей ж/д станции (Туймазы): 36 км.

## Население
| 2002 | 2009 | 2010 |
| ---- | ---- | ---- |
| 557  | ↗565 | ↗593 |

Национальный состав
Согласно переписи 2002 года, преобладающие национальности —  башкиры (48 %), татары (47 %).

## Религия
В селе есть мечеть.